# (14909) Kamchatka
(14909) Kamchatka (1993 PY3) – planetoida z pasa głównego asteroid okrążająca Słońce w ciągu 4 lat i 51 dni w średniej odległości 2,58 j.a. Została odkryta 14 sierpnia 1993 roku w Caussols przez Erica Elsta. Nazwa planetoidy pochodzi od Kamczatki, półwyspu w azjatyckiej części Rosji.